# سيلاو (زاز الشرقي)
سیلاو (بالإنجليزية: Silav)‏ هي منطقة سكنية تقع في إيران في قسم زاز الشرقي الریفي. يقدر عدد سكانها بـ 33 نسمة .